# DeepSeek
DeepSeek (xinès: 深度求索; pinyin: Shēndù Qiúsuǒ) és una empresa xinesa d'intel·ligència artificial que desenvolupa models de llenguatge extens de codi obert. L'empresa és finançada exclusivament pel fons d'inversió lliure xinès High-Flyer. Tant DeepSeek com High-Flyer tenen la seva seu a Hangzhou (Zhejiang), Xina.
El gener de 2025, la companyia va guanyar l'atenció internacional amb el llançament del seu darrer model, DeepSeek R1, un competidor dels sistemes d'IA establerts com ara ChatGPT d'OpenAI.

## Història
L'abril de 2023, High-Flyer, un fons amb seu a Hangzhou que utilitza un model d'intel·ligència artificial per a les transaccions financeres (high-frequency trading), va anunciar a través del seu fundador Liang Wenfeng que llançaria una empresa independent especialitzada en intel·ligència artificial anomenada DeepSeek, per tal de desenvolupar i comercialitzar la intel·ligència artificial general mitjançant un model de llenguatge desenvolupat per la firma.
El novembre de 2023, DeepSeek va llançar el seu primer model, anomenat DeepSeek Coder,  especialitzat en la generació i comprensió de codis font.
El 29 de novembre del mateix any, DeepSeek va anunciar el llançament del seu primer bot de conversa utilitzant un model de llenguatge extens anomenat DeepSeek LLM, que constava d'un total de 67.000 milions de paràmetres, gratuït i de codi obert.
El 7 de maig de 2024, DeepSeek va llançar DeepSeek V2, que aquesta vegada contenia un total de 236.000 milions de paràmetres i podia activar fins a 21.000 milions de paràmetres per cada token utilitzat. El mes següent, es va llançar la segona versió de DeepSeek Coder anomenada DeepSeek Coder V26.
El desembre de 2024, DeepSeek va llançar DeepSeek V3, que substituïa la versió anterior i pretenia ser una alternativa a altres models de llenguatges disponibles en línia.
El 20 de gener de 2025, la companyia va anunciar el llançament del seu primer model de raonament anomenat Deepseek R1, utilitzant una cadena de raonament desenvolupant passos lògics successius per a les consultes.